# Чорні соціалісти Америки
Чорні соціалісти Америки (BSA) — американська соціалістична партія, організована переважно чорношкірими робітниками, метою якої є створення національної платформи та мережі для тих, хто визнається чорношкірими американськими соціалістами.
З моменту свого заснування партія працювала над низинними ініціативами з організаціями по всій країні та отримувала національне висвітлення у ЗМІ, також була затверджена лінгвістом Ноамом Чомскі.
Партія провела низку громадських дискусій, в яких брали участь як звичайні громадяни, так і радикально налаштовані лідери, такі як Джамал Джозеф. Члени групи, що діють від імені організації, також були представлені в ряді інших лекцій або інтерв'ю, проведеними діячами, такими як економіст Річард Д. Вольфф, та телевізійних мереж, таких як Free Speech TV.